# 元朗公立中學校友會鄧英業小學
元朗公立中學校友會鄧英業小學（英語：Yuen Long Public Middle School Alumni Association Tang Ying Yip Primary School），是香港一間小學，位於元朗天水圍，鄰近俊宏軒，濕地公園及輕鐵天恒站。鄧英業小學於1989年創辦,學校原名為元朗公立中學校友會小學下午校，2003年6月由元朗公園北路遷到現址，並轉為全日制小學。

## 辦學宗旨
- 提供優質教育
- 德、智、體、群、美五育並重，使具有各類潛質的學生有機會發展所長。
- 發揚校訓：勤、孝、友、誠的精神。
- 教導學生以服務人群為人生目標。

## 發展方針
- 品德為本
- 語文為基
- 健康生活
- 豐盛人生

## 歷任校長
| 校長   | 任職年份  |
| ------ | --------- |
| 姜渭榮 | 1989-1991 |
| 梁昆然 | 1991-2001 |
| 蔡曼筠 | 2001-2009 |
| 文志欽 | 2009-2019 |
| 單琬雅 | 2019-     |

## 歷任校監
| 校監   | 任職年份  |
| ------ | --------- |
| 鄧兆棠 | 1989-1999 |
| 鄧培釺 | 1999-2002 |
| 張帝弼 | 2002-2008 |
| 姜渭榮 | 2008-2010 |
| 吳汝欽 | 2010-2016 |
| 侯寿發 | 2016-2020 |
| 鄧海橋 | 2020-     |

## 學校設施
元朗公立中學校友會鄧英業小學為一所標準小學千禧校舍，共有課室30間、陶藝室、視藝室、3個英文室、音樂室、2個電腦室、活動室、會議室、英語閱讀室、輔導室、家教會室及常識室，並設有1
個禮堂，2個籃球場、1個圖書館。

## 課外活動
- 逢星期五設立多元智能課,提供約四十種課程。[2]
- 課後提供數十項課外活動，例如︰各項球類活動、游泳、武術、英／普話劇、創意藝術、歌詠、樂器訓練、舞蹈、園藝、機械人設計、數學精英組、常識學會、美術學會、陶藝、濕地小導遊、健康大使、日文、西班牙文及多個制服團體等。
- 常識科設全方位活動,參觀社區、博物館、主題公園及科學探究等。[3][4][5]
- 透過不同機構贊助參與多元化活動如書展、黑暗中的對話及電車遊等。[6][7]
- 學生多次在全港性比賽奪冠。[8][9][10][11][12]

## 獎學金
鄧英業小學校董會及外界捐設多項獎學金，以鼓勵學生努力學業、盡展潛能,現有獎學金33個，分類為學業成績獎學金、學科成績獎學金、學業進步獎學金、品德獎學金及傑出模範生獎學金，頒贈予學業成績優異或體藝表現出色的學生。

## 評估政策
- 全年設有三次考試。學校通過考試來評核學生的整體表現，並記錄在成績單(考試一和考試二)及成績表(考試三)上，作為學生在每學期的綜合學習評核報告。
- 各主要科目平時均會為學生進行小測或其他形式的進展性評估。

## 屬會學校
- 元朗公立中學校友會鄧兆棠中學
- 元朗公立中學校友會小學
- 元朗公立中學

## 資料來源
1. ↑  元朗公立中學校友會鄧英業小學：學校歷史
2. ↑  .   [2015-09-19]. （原始内容存档于2016-03-06）.
3. ↑  香港回归50年后会是什么样子？ （页面存档备份，存于），《人民日報》2017年7月14日
4. ↑  基本法不能輕易修改 （页面存档备份，存于）《大公報》2017年7月14日
5. ↑  基層小學生免費學編程　寫出獨一無二手機應用程式
6. ↑  Hong Kong Book Fair treat gives Tin Shui Wai pupils a rare glimpse of the big city （页面存档备份，存于），《南華早報》2015年7月20日
7. ↑  遊濕地公園　學童送繪像 （页面存档备份，存于），《東方日報》2006年6月28日
8. ↑  小小飲品發明家比賽 推廣有「營」飲品 （页面存档备份，存于）《AM730》2016年5月23日
9. ↑  國情賽決賽 港生傳承中華文化 （页面存档备份，存于），《文滙報》2014年12月19日
10. ↑  青協認識祖國問答賽頒獎 （页面存档备份，存于），《文滙報》2012年12月18日
11. ↑  「明義辨法」基本法25周年全港校際問答比賽 （页面存档备份，存于），《橙新聞》2015年5月3日
12. ↑  第三屆《基本法》全港校際問答比賽 （页面存档备份，存于），《橙新聞》2017年5月5日
13. ↑  第四屆基本法全港校際問答比賽 參與人數創新高 （页面存档备份，存于）《橙新聞》2018年5月4日
14. ↑  元朗公立中學校友會鄧英業小學：獎學金

## 外部連結
- 元朗公立中學校友會英業小學 （页面存档备份，存于）